# Маєток Генріха Судермана
Маєток Генріха Судермана  — пам'ятка у селі Зелене, Добропільський район, Донецька область.

## Історія
Ставши власником села у 1887 році, Генріх Судерман почав масштабне будівництво. Для будівництва використовували цеглу з навколишніх заводів. З села Добропілля поміщика німця, Карла Вестінгаузена, і цеглу з хутора Марїнского Генріха Классена. У селі Зеленому, що на північ від Криворіжжя, у 1914 році будівництво було закінчено. Судячи з дат на колонах і спорудах будівництво маєтку було розпочато ще до того як до Судерману перейшло Криворіжжі.
В 1923 р в маєтку Судермана була створена комуна.

## Опис
Маєток складався з комплексу житлових та господарських споруд (кузні, парового млина, шеретівки), а також подвір'я. Двоповерховий будинок у класичному стилі. Парадний вхід прикрашений доричними колонами. Поруч з будинком — приміщення для прислуги та господарські будівлі. В'їзд до маєтку позначений колонами. На правій стоїть дата — 1887 (ймовірно, рік початку будівництва), на лівій — 1912 (можливо, рік завершення). На тильній стороні є залишки герба. На житловому будинку є дата «1914» та ініціали «HMS». Будівлі кінця XIX століття виконані з цегли з клеймом «К», а з цегли з клеймом «S» побудовані лише будівлі початку ХХ століття.